# أزتاك
صحيفة «أزتاك» (بالأرمنية Ազդակ وبالأحرف اللاتينية Aztag) صحيفة يومية تصدر من الإثنين إلى الجمعة في بيروت، لبنان.
تأسست الجريدة في 5 آذار / مارس 1927 باللغة الأرمنية هي الناطق الرسمي باسم حزب الطاشناق الأرمني في لبنان.
كما تصدر الصحيفة ملاحق رياضية وشبابية ونسائية وأدبية وملحقا باللغة العربية.